# Miconia caudigera
Miconia caudigera är en tvåhjärtbladig växtart som beskrevs av Dc.. Miconia caudigera ingår i släktet Miconia och familjen Melastomataceae. Inga underarter finns listade i Catalogue of Life.